# 2018 au Japon
Cet article présente les faits marquants de l'année 2018 au Japon.

## Évènements
- 18 juin : un séisme dans la région d'Osaka fait cinq morts.
- 5-9 juillet : des inondations provoquent au moins 81 morts, 60 disparus et 2 millions d'évacués
- 6 juillet : Shōkō Asahara et six autres membres de la secte Aum Shinrikyō responsable de l'attentat au gaz sarin dans le métro de Tokyo sont pendus.
- 17 juillet : l'accord de libre-échange entre le Japon et l'Union européenne est signé à Tokyo.
- 4 septembre : le typhon Jebi touche l'archipel.
- 6 septembre : séisme meurtrier à Hokkaidō.
- 1er octobre : l'immunologiste japonais Tasuku Honjo et l'immunologiste américain James Allison reçoivent le Prix Nobel de physiologie ou médecine pour leurs travaux sur la thérapie du cancer.
- 20 octobre : les agences spatiales européenne et japonaise lancent la mission d’exploration de Mercure BepiColombo.
- 25 octobre. : sortie du premier épisode de Golden Wind.
- 26 décembre : le gouvernement annonce officiellement le retrait du Japon de la Commission baleinière internationale[1].